# 浅野香織
浅野 香織（あさの かおり、1972年9月11日 - ）は、神奈川県出身の女優。2009年4月まで俳協に所属していた。

## 出演

### テレビドラマ
- わがままな女たち（1992年、フジテレビ）
- 高校教師（1993年、TBS）
- 子子家族は危機一髪（1993年、TBS）
- ダブル・キッチン（1993年、TBS）
- 憲法はまだか（1996年、NHK）
- 続・星の金貨（1996年、日本テレビ）
- 水曜ドラマ 私の中の誰か（1998年、NHK）
- スウィートデビル（1998年、テレビ朝日）
- 新・俺たちの旅 Ver.1999（1999年、日本テレビ）
- 仮面ライダーシリーズ
  - 仮面ライダー響鬼（2005年、テレビ朝日）松山家の妻
  - 仮面ライダーカブト（2006年、テレビ朝日）日下部さとみ役

### 映画
- 僕の犬小屋日記（2002年、東映）
- 劇場版 仮面ライダーカブト GOD SPEED LOVE（2006年、東映）日下部さとみ 役

### 舞台
- 孤愁の岸（2004年）
- 五瓣の椿（2005年）